# Carlos Lobatón
Carlos Lobaton (Lima, 1980. február 6. –) perui labdarúgó, a Sporting Cristal középpályása.